# Ashes Tour 1989
Die Ashes Tour 1989 war die Tour der australischen Cricket-Nationalmannschaft, die die 55. Austragung der Ashes beinhaltete, und wurde zwischen dem 25. Mai und 29. August 1989 ausgetragen. Die internationale Cricket-Tour war Teil der internationalen Cricket-Saison 1989 und umfasste sechs Test-Matches und drei ODIs. Australien gewann die Test-Serie mit 4–0. Die ODI-Serie endete 1–1 unentschieden.

## Vorgeschichte
Für beide Mannschaften war es die erste Tour der Saison. Das letzte Aufeinandertreffen bei einer Tour fand in der Saison 1987/88 in Australien statt.

## Stadien
Für die Tour wurden folgende Stadien als Austragungsorte vorgesehen.
| Stadion                     | Stadt      | Kapazität | Spiele          |
| --------------------------- | ---------- | --------- | --------------- |
| Edgbaston Cricket Ground    | Birmingham | 24.803    | 3. Test         |
| Headingley Stadium          | Leeds      | 17.000    | 1. Test         |
| Lord’s Cricket Ground       | London     | 30.000    | 2. Test; 3. ODI |
| The Oval                    | London     | 23.500    | 6. Test         |
| Old Trafford Cricket Ground | Manchester | 19.000    | 4. Test; 1. ODI |
| Trent Bridge                | Nottingham | 15.350    | 5. Test; 2. ODI |

## Kaderlisten
Die folgenden Kader wurden bei der Tour berücksichtigt.
| Test | Test | ODI | ODI |
| England | Australien | England | Australien |
| --- | --- | --- | --- |
| - Terry Alderman - David Boon - Allan Border - Greg Campbell - Ian Healy - Trevor Hohns - Merv Hughes - Dean Jones - Geoff Lawson - Geoff Marsh - Mark Taylor - Steve Waugh | - Mike Atherton - Kim Barnett - Ian Botham - Chris Broad - David Capel - Nick Cook - Tim Curtis - Phil DeFreitas - Graham Dilley - John Emburey - Neil Foster - Angus Fraser - Mike Gatting - Graham Gooch - David Gower - Eddie Hemmings - Alan Igglesden - Paul Jarvis - Allan Lamb - Devon Malcolm - Martyn Moxon - Phil Newport - Derek Pringle - Tim Robinson - Jack Russell - Gladstone Small - Robin Smith - John Stephenson - Chris Tavaré | - Terry Alderman - David Boon - Allan Border - Ian Healy - Dean Jones - Geoff Lawson - Geoff Marsh - Tim May - Tom Moody - Carl Rackemann - Mike Veletta - Steve Waugh | - Ian Botham - Phil DeFreitas - John Emburey - Neil Foster - Mike Gatting - Graham Gooch - David Gower - Allan Lamb - Derek Pringle - Steve Rhodes - Robin Smith |

## Tour Matches
| 5. Mai Scorecard | West Bromwich | Australians 326-3 (55/55)        | – | League Cricket Conference 161-5 (55/55) |
|                  |               | Australians gewinnt mit 165 Runs |   |                                         |

| 7. Mai Scorecard | Arundel | Australians 314-6 (50)           | – | Duchess of Norfolk's Invitation XI 194-5 (50) |
|                  |         | Australians gewinnt mit 120 Runs |   |                                               |

| 9. Mai Scorecard | Hove | Australians 154 (44.3/55)    | – | Sussex 158-6 (47.5/55) |
|                  |      | Sussex gewinnt mit 4 Wickets |   |                        |

| 11. Mai | London (Lord’s) | Australians 309-4 (55/55)        | – | Marylebone Cricket Club 208 (48.5/55) |
|         |                 | Australians gewinnt mit 101 Runs |   |                                       |

| 13. – 14. Mai Scorecard | Worcester | Australians 103 (30.5) & 205 (74.2)  | – | Worcestershire 146 (45.5) & 163-7 (45.4) |
|                         |           | Worcestershire gewinnt mit 3 Wickets |   |                                          |

| 17. – 19. Mai Scorecard | Taunton | Australians 339-8d (104) & 144-3d (37) | – | Somerset 140 (66.4) & 235-3 (94) |
|                         |         | Remis                                  |   |                                  |

| 20. – 22. Mai Scorecard | London (Lord’s) | Middlesex 245 (81.5) & 227 (70.5) | – | Australians 233-2d (78) & 243-7 (72.3) |
|                         |                 | Australians gewinnt mit 3 Wickets |   |                                        |

| 23. Mai Scorecard | Leeds | Australians 297-3 (55/55)        | – | Yorkshire 188 (48.2/55) |
|                   |       | Australians gewinnt mit 109 Runs |   |                         |

| 31. Mai – 2. Juni Scorecard | Birmingham | Australians 444-3d (93.4) & 195-4d (61) | – | Warwickshire 235 (77.3) & 105-3 (37) |
|                             |            | Remis                                   |   |                                      |

| 3. – 5. Juni Scorecard | Derby | Australians 200 (51.4) & 180 (54.3) | – | Derbyshire 228 (69.2) & 141 (63) |
|                        |       | Australians gewinnt mit 11 Runs     |   |                                  |

| 14. – 16. Juni Scorecard | Manchester | Lancashire 184 (98.2) & 185 (67)  | – | Australians 288 (50.3) & 84-1 (32.5) |
|                          |            | Australians gewinnt mit 9 Wickets |   |                                      |

| 17. – 19. Juni Scorecard | Northampton | Australians 329 (106) & 229-5d (66.2) | – | Northamptonshire 180 (91) & 106 (37) |
|                          |             | Australians gewinnt mit 272 Runs      |   |                                      |

| 28. Juni Scorecard | Oxford | Australians 52-0 (17.2/55) | – | Oxford and Cambridge Universities |
|                    |        | No Result                  |   |                                   |

| 28. Juni Scorecard | Oxford | Australians 52152-5 (35/35)     | – | Oxford and Cambridge Universities 116-4 (35/35) |
|                    |        | Australians gewinnt mit 99 Runs |   |                                                 |

| 22. – 26. Juni Scorecard | Neath | Australians 373 (106) & 216-5d (66.2) | – | Northamptonshire 301-5d (91) & 135-5 (37) |
|                          |       | Remis                                 |   |                                           |

| 15. Juni Scorecard | Glasgow | Australians 307-7 (55/55)       | – | Schottland 210-9 (55/55) |
|                    |         | Australians gewinnt mit 97 Runs |   |                          |

| 17. Juni Scorecard | Trowbridge | Australians 229-4 (55/55)       | – | Minor Counties 202 (54/55) |
|                    |            | Australians gewinnt mit 27 Runs |   |                            |

| 19. – 21. Juni Scorecard | Southampton | Australians 343-6d (88.5) & 246 (69.1) | – | Hampshire 275-6d (92) & 81-0 (38) |
|                          |             | Remis                                  |   |                                   |

| 22. – 23. Juli Scorecard | Bristol | Gloucestershire 200 (55.1) & 92 (29) | – | Australians 438 (112.2) |
|                          |         | Australians gewinnt mit 146 Runs     |   |                         |

| 2. – 4. August Scorecard | Nottingham | Australians 284 (82.3) & 255-4d (72.4) | – | Nottinghamshire 195 (64) & 148 (37.4) |
|                          |            | Australians gewinnt mit 196 Runs       |   |                                       |

| 5. – 7. August Scorecard | Leicester | Leicestershire 157 (67.1) & 243 (74.2) | – | Australians 305 (94) & 99-1 (26.5) |
|                          |           | Australians gewinnt mit 9 Wickets      |   |                                    |

| 16. – 18. August Scorecard | Canterbury | Australians 356-8d (102.1) | – | Kent 191 (57.1) & 237-9 (112) (f/o) |
|                            |            | Remis                      |   |                                     |

| 19. – 21. August Scorecard | Chelmsford | Australians 387-7d (93) & 258-2d (53.1) | – | Essex 290-6d (84) & 205 (56.4) |
|                            |            | Australians gewinnt mit 150 Runs        |   |                                |

| 2. September Scorecard | Den Haag | Australians 213-9 (50)          | – | Niederlande 156-9 (50) |
|                        |          | Australians gewinnt mit 57 Runs |   |                        |

| 3. September Scorecard | Den Haag | Niederlande 154-8 (50)            | – | Australians 132-6 (38.2/42) |
|                        |          | Australians gewinnt mit 4 Wickets |   |                             |

| 5. September Scorecard | Brøndby | Australians 191 (40/40)         | – | Dänemark 146-9 (40/40) |
|                        |         | Australians gewinnt mit 45 Runs |   |                        |

| 6. September Scorecard | Kopenhagen | Australians 223 (39.1/40)       | – | Dänemark -169 (8/40) |
|                        |            | Australians gewinnt mit 54 Runs |   |                      |

## One-Day Internationals

### Erstes ODI in Manchester
| 25. Mai Scorecard | Manchester | England 231-9 (55/55)       | – | Australien 136 (47.1/55) |
|                   |            | England gewinnt mit 95 Runs |   |                          |

### Zweites ODI in Nottingham
| 27. Mai Scorecard | Nottingham | England 226-5 (55/55) | – | Australien 226-8 (55/55) |
|                   |            | Unentschieden         |   |                          |

### Drittes ODI in London
| 29. Mai Scorecard | London (Lord’s) | England 278-7 (55/55)            | – | Australien 279-4 (54.3/55) |
|                   |                 | Australien gewinnt mit 6 Wickets |   |                            |

## Tests

### Erster Test in Leeds
| 8. – 13. Juni Scorecard | Leeds | Australien 601-7d (178.3) & 230-3d (54.5) | – | England 430 (121.5) & 191 (55.2) |
|                         |       | Australien gewinnt mit 210 Runs           |   |                                  |

### Zweiter Test in London
| 22. – 27. Juni Scorecard | London (Lord’s) | England 286 (86.5) & 359 (130)   | – | Australien 528 (158) & 119-4 (40.2) |
|                          |                 | Australien gewinnt mit 6 Wickets |   |                                     |

### Dritter Test in Birmingham
| 6. – 11. Juli Scorecard | Birmingham | Australien 424 (142) & 158-2 (65) | – | England 242 (96.3) |
|                         |            | Remis                             |   |                    |

### Vierter Test in Manchester
| 27. Juli – 1. August Scorecard | Manchester | England 260 (103) & 264 (110.4)  | – | Australien 447 (167.5) & 81-1 (32.5) |
|                                |            | Australien gewinnt mit 9 Wickets |   |                                      |

### Fünfter Test in Nottingham
| 10. – 14. August Scorecard | Nottingham | Australien 602-6d (206.3)                         | – | England 255 (76.5) & 167 (55.3) (f/o) |
|                            |            | Australien gewinnt mit einem Innings und 180 Runs |   |                                       |

### Sechster Test in London
| 24. – 29. August Scorecard | London (Oval) | Australien 468 (132.3) & 219-4d (63) | – | England 285 (92.1) & 143-5 (46.1) |
|                            |               | Remis                                |   |                                   |